# Хромосома 11 (людина)

Ідіограма 11-ї хромосоми людини

Хромосома 11 — одна з 23 пар хромосом людини. За нормальних умов у людей дві копії цієї хромосоми. 11-та хромосома має в своєму складі 134.5 млн пар основ або 4-4.5 % від загальної кількості нуклеотидів в ДНК клітин.

Ідентифікація генів кожної хромосоми є пріоритетним напрямком наукових досліджень в генетиці. Проте, дослідники застосовують різні підходи щодо визначення кількості генів в кожній хромосомі, внаслідок цього дані щодо їх кількості демонструють різні цифри. Це також стосується і хромосоми 11, в якій налічюють від 1300 до 1700 генів.

В дослідженні, проведенному Тейлором та співавт. в 2006 році було продемонстровано, що в одній мегаоснові розташовано 11.6 генів, включаючи 1524 протеїн-кодуючих генів, а також 765 псевдогенів.
Крім того, більш ніж 40 % генів від загальної кількості (856) нюхових рецепторів мембран нюхових сенсорних нейронів, розташовані в 28 одинарних та множинних кластерах генів на 11-й хромосомі.

## Гени
Найвивченішими генами, що розташовані в хромосомі 11 є наступні:
| - ACAT1 — ацетил-КоА-ацетилтрансфераза 1, або ацетоацетил-КоА-тиолаза - APOA1 — аполіпопротеїн A-I - APOA4 — аполіпопротеїн A-IV - APOA5 — аполіпопротеїн A5 - APOC3 — аполіпопротеїн C-III - AQP11 — водний канал групи аквапоринів - FOLR1 — альфа рецептор фолієвої кислоти - ARCN1 — архаїн-1 - ATM — ген, асоційований з мутантною атаксія-телеангіектазиєю - BACE1 — β-секретаза, або мемапсин 2 - FOLR2 — бета рецептор фолієвої кислоти - CASP12 — каспаза 12 - CFL1 — кофілін 1 - C11orf1 — відкрита рамка считування 1 11-ї хромосоми - CD5 — мембраний білок, лімфоцитарний рецептор - CD248 — мембраний білок, глікопротеїновий рецептор (ендосіалін) - CPT1A — печінкова карнітин-пальмітоїлтрансфераза 1A - DHCR7 — 7-дегідрохолестерин-редуктаза - FTH1 — важкий ланцюг феритину - GAB2 — GRB2- асоційований зв'язуючий протеїн 2 - GRIK4 — каінатний рецептор глутамату, іонотропний, тип 4 - HMBS — гідроксиметилбілан-синтаза - IL18 — інтерлейкін 18 - NLRX1 — Nod-подібний рецептор - NOX4 — NADPH-оксидаза 4 - MEN1 — менін - NRGN — нейрогранин - PTS — 6-пірувоїлтетрагідроптерин-синтаза - RELA — гомолог A онкогену v-Rel пташиного вірусу ретикулоендотеліозу - TECTA — α-текторин - TIRAP —адаптерний TIR- асоційований білок | - BDNF — нейротрофний фактор мозку - CAT — каталаза - CD6 — мембраний білок, лімфоцитарний рецептор - CD44 — антиген CD44 - CD81 — антиген CD81, або тетераспанін 28 - DRD4 — дофаміновий рецептор D4 - FOLH1 — фолат-гідролаза 1 - HBB — β-субодиниця гемоглобіну - INS — проінсулін - NLRP6 — Nod-подібний рецептор родини NALP - NLRP10 — Nod- подібний рецептор родини NALP - NLRP14 — Nod-подібний рецептор родини NALP - PAX6 — парний домен 6 фактора транскрипції - SAA1 — сиворотковий амілоїд A1 - SBF2 — SET-зв'язуючий фактор 2 - SCT — секретин - PTH — паратгормон - SMPD1 — кисла лізосомна сфингомієлін-фосфодіестераза 1, або кисла сфінгомієліназа - SPON1 — спондин 1 - TH — тирозин-гідроксилаза - TPH1 — триптофан-гідроксилаза 1 - TRAF6 — фактор 6, асоційований з рецептором фактора некрозу пухлин - USH1C — ген, асоційований з синдромом Ушера тип 1C - WT1 — ген, асоційований з пухлиною Вільямса, 1 |

## Хвороби та розлади
- Аутизм[2]
- Анірідія
- Порфирія
- Альбінізм
- Атаксія-телеангіектазія
- Синдром Беквіта — Відемана
- Хвороба Беста
- Дефіцит бета-кетотіолази
- Бета-таласемія
- Рак сечового міхура
- Рак молочної залози
- Дефіцит карнітин палмітоїлтрансферази 1
- Хвороба Шарко-Марі-Тута
- Синдром Дениса-Драша
- Сімейна середньоземноморська гарячка
- Спадковий ангіоневротичний набряк
- Синдром Якобсена
- Синдром Жервелла-Ланге-Нільсена
- Синдром Меккеля
- Метгемоглобінемія
- Множинна ендокринна неоплазія тип 1
- Хвороба Німана-Піка
- Несиндромна глухота
- Синдром Романо-Варда
- Серпоподібноклітинна анемія
- Синдром Сміта-Лемлі-Опітца
- Дефіцит тетрагідробіоптерину
- Синдром Ушера
- Синдром WAGR